# Borkou

Region Borkou na mapě Čadu

Region Borkou (francouzsky: Région du Borkou, arabsky: منطقة بوركو) je jedním z 22 regionů Čadu. Hlavním městem je Faya-Largeau. V roce 2009 žilo na jeho území 97 251 obyvatel. Region byl vytvořen 19. února 2008 rozdělením původního regionu Borkou-Ennedi-Tibesti.
Mezi léty 2002 a 2008 byl Borkou jedním ze čtyř departementů tvořících region Borkou-Ennedi-Tibesti.

## Administrativní dělení
Region Borkou se dělí na 2 departementy a 4 podprefektury:
| Departement | Hlavní město | Podprefektury              |
| ----------- | ------------ | -------------------------- |
| Borkou      | Faya-Largeau | Faya-Largeau, Kouba Olanga |
| Borkou Yala | Kirdimi      | Kirdimi, Yarda             |

## Představitelé
Seznam představitelů:
- Podprefekti (1960–2002)
  - Sougui Bouyé (1994–1995)
  - Goukouni Guet (1996–1997)
  - Hamid Lodé (1997–1998
- Prefekti (2002–2008)
  - Hamid Lony (2001–2003)
  - Kelley Younous (2003–2005)
  - Issa Hamid (2006–2007)
  - Goukouni Guet (od 2007)
- Guvernéři (od 2008)
  - Nodjigoto Houna (n. Hauna) (únor 2008 – září 2008)
  - 15. září 2008: Ramadan Erdibou